# Эберманштадт
Эберманштадт (нем. Ebermannstadt) — город в Германии, в земле Бавария. 
Подчинён административному округу Верхняя Франкония. Входит в состав района Форххайм. Подчиняется управлению Эберманнштадт.  Население составляет 6772 человека (на 31 декабря 2010 года). Занимает площадь 49,97 км². Официальный код  —  09 4 74 121.
Город подразделяется на 14 городских районов.

## Фотогалерея

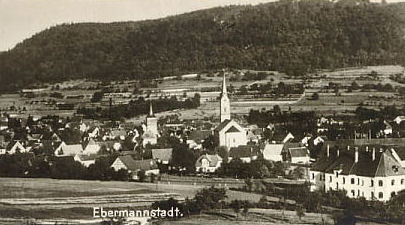
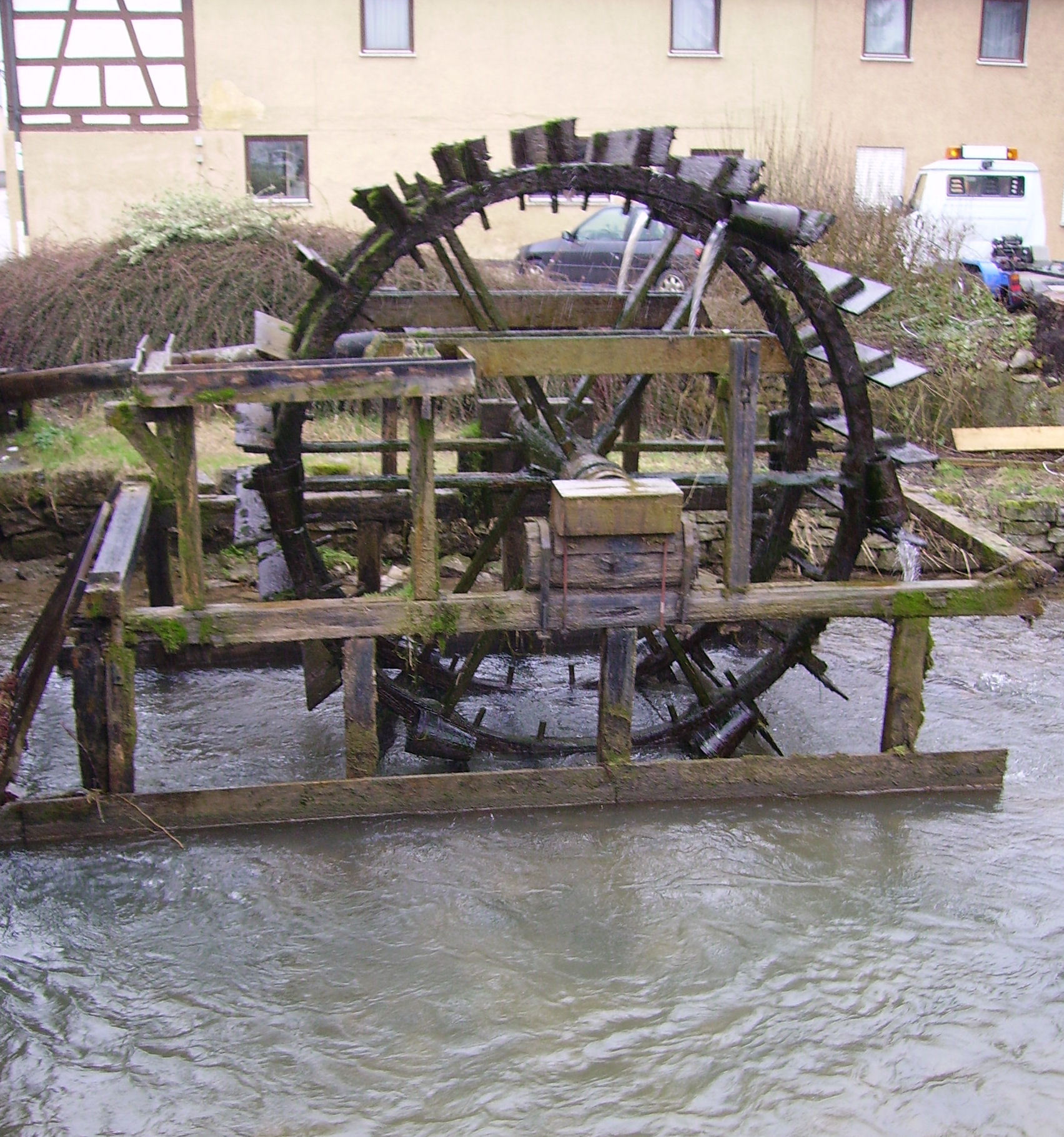
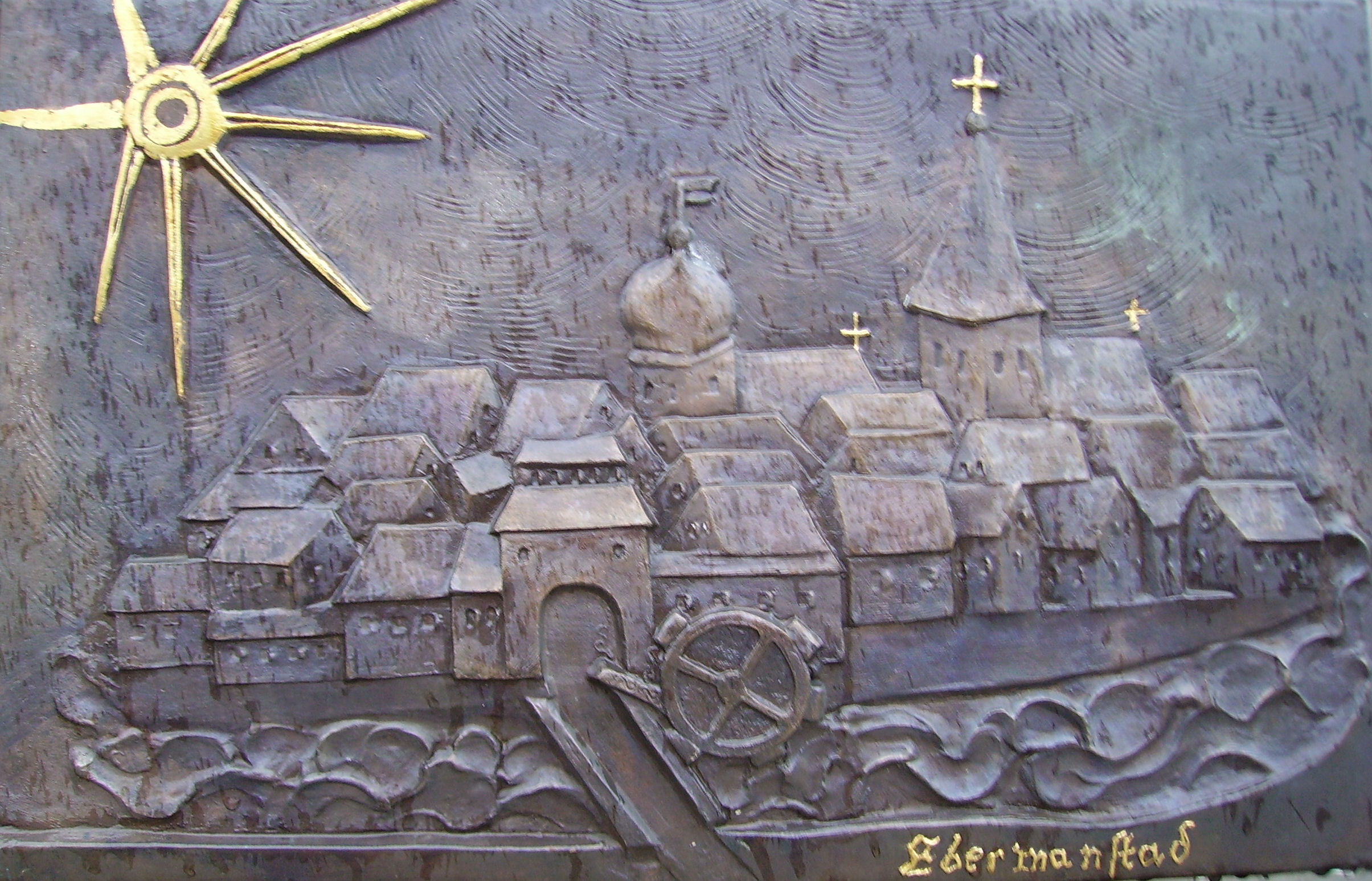
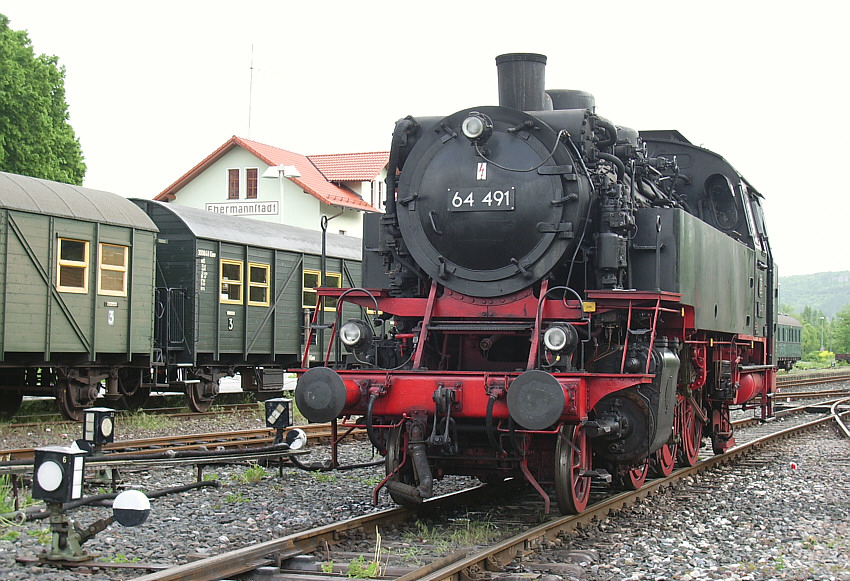

## Население
По оценке на 31 декабря 2015 года население общины Эберманштадт составляет 6904 чел. 

| Дата      | 1840 | 1871 | 1900 | 1925 | 1939 | 1950 | 1961 | 1970 | 1987 | 2011 |
| --------- | ---- | ---- | ---- | ---- | ---- | ---- | ---- | ---- | ---- | ---- |
| Население | 2924 | 2924 | 2938 | 3180 | 3081 | 4502 | 4522 | 5218 | 5860 | 6896 |

| Год       | 1960 | 1970 | 1980 | 1990 | 2000 | 2009 | 2010 | 2011 | 2012 | 2013 | 2014 | 2015 |
| --------- | ---- | ---- | ---- | ---- | ---- | ---- | ---- | ---- | ---- | ---- | ---- | ---- |
| Население | 4419 | 5222 | 5653 | 6125 | 6760 | 6826 | 6772 | 6942 | 6950 | 6925 | 6931 | 6904 |